# Atletismo nos Jogos Pan-Americanos de 1991 - Salto em distância masculino
A prova do salto em distância masculino nos Jogos Pan-Americanos de 1991 foi realizada em 5 de agosto em Havana, Cuba.

## Medalhistas
| Ouro                     | Prata                               | Bronze                |
| Jaime Jefferson CUB Cuba | Llewellyn Starks USA Estados Unidos | Iván Pedroso CUB Cuba |

### Final
| Posição           | Nome              | Nacionalidade         | Marca | Notas |
| ----------------- | ----------------- | --------------------- | ----- | ----- |
| Medalha de ouro   | Jaime Jefferson   | CUB Cuba              | 8.26  |       |
| Medalha de prata  | Llewellyn Starks  | USA Estados Unidos    | 8.01  |       |
| Medalha de bronze | Iván Pedroso      | CUB Cuba              | 7.96  |       |
| 4                 | Elmer Williams    | PUR Porto Rico        | 7.78  |       |
| 5                 | Ron Chambers      | JAM Jamaica           | 7.60  |       |
| 6                 | Wendell Williams  | TRI Trinidad e Tobago | 7.52  |       |
| 7                 | Paulo de Oliveira | BRA Brasil            | 7.47  |       |
| 8                 | Craig Hepburn     | BAH Bahamas           | 7.46  |       |